# Brabante Valão
Pronunciação
O Brabante Valão (Braibant walon em valão,Brabant wallon em francês, Waals-Brabant em neerlandês) é uma província da Bélgica, localizada na região de Valônia. Sua capital é a cidade da Wavre.

## Municípios
A província do Brabante Valão possui um único distrito (arrondissement) administrativo: Nivelles, que reúne 27 comunas ou municipalidades.
| Arrondissement de Nivelles: |
| 1. Beauvechain - Bevekom 2. Braine-l'Alleud - Eigenbrakel 3. Braine-le-Château - Kasteelbrakel 4. Chastre 5. Chaumont-Gistoux 6. Court-Saint-Etienne 7. Genappe - Genepiën 8. Grez-Doiceau - Graven 9. Hélécine 10. Incourt 11. Ittre - Itter 12. Jodoigne - Geldenaken 13. La Hulpe - Terhulpen 14. Lasne 15. Mont-Saint-Guibert 16. Nivelles - Nijvel 17. Orp-Jauche 18. Ottignies-Louvain-la-Neuve 19. Perwez - Perwijs 20. Ramillies 21. Rebecq - Roosbeek 22. Rixensart 23. Tubize - Tubeke 24. Villers-la-Ville 25. Walhain 26. Waterloo 27. Wavre - Waver |